# 月野永美
月野 永美（つきの えいみ、1976年8月13日 - ）は、日本の元AV女優。

## 略歴
- 爆乳女優として爆乳・パイズリに特化した作品を中心に出演。
- 現在は引退している。

## 作品

### アダルトビデオ
- ザ・デカブラマニア8（ヴィ・シー・エー）他出演:新田利恵、野村和代、矢島ゆき、小川百合、藤崎彩花、朝比奈えりか、春菜
- ザ・爆乳 Vol.30 月野永美（ヴィ・シー・エー）
- ザ・爆乳 dancing　VOL.1（ヴィ・シー・エー）他出演:矢島ゆき、春菜、美夕、岡島奈津樹、樋口沙織、もものねね
- 超乳天国 月野舞子
- 爆乳スペシャル 2（ディーハウス）他出演:園田美樹
- 爆乳揺らし、揉み、舐めまくり 8人分120分 1（ディーハウス）他出演:みずしまちはる、森川まりこ、園田美樹、十条みゆき、綾波涼、川上良子
- 爆乳デカブラ着脱、揺らしまくり 5人分120分 2（ディーハウス）他出演:森川まりこ、綾波涼、川上良子、吉野かおり
- 月野舞子DELUXE（ルビー）
- お姉さんが巨乳でがまんできない（1998年、オー・ケイ出版）他出演:椎名みづき、真木みどり
- 巨乳学園 〜オッパイいっぱいの放課後〜（h.m.p）共演:瞳リョウ、有賀美穂、若菜瀬奈、七瀬あゆみ、小沢まどか、坂井真理絵、小杉チコ、田崎楓